# Alvaro Bishaj
Alvaro Bishaj (sinh 2 tháng 10 năm 1991) là một cầu thủ bóng đá Albania thi đấu cho Tirana ở Giải bóng đá hạng nhất quốc gia Albania.

## Danh hiệu

### Câu lạc bộ
Flamurtari
- Cúp bóng đá Albania: (2) 2008–09, 2013–14

Tirana
- Siêu cúp bóng đá Albania: (1) 2017